# Elena Sporea
Elena Sporea ( n. 15 aprilie 1946) este un fost senator român în legislatura 2000-2004 ales în județul Ialomița pe listele partidului PSD. Elena Sporea a fost validată ca senator pe data de 21 decembrie 2000, când l-a înlocuit pe senatorul Gheorghe Savu. Elena Sporea a fost membru în grupurile parlamentare de prietenie cu Georgia și Republica Cuba. Elena Sporea a inițiat 17 propuneri legislative din care 10 au fost promulgate legi.
Elena Sporea a fost membru în comisia pentru agricultură, silvicultură și dezvoltare rurală (din ian. 2001), în comisia pentru egalitatea de șanse și în comisia pentru muncă, familie și protecție socială. 
Din 1990 până în 2000 a condus cel mai  mare sindicat de agricultură "Agrostar". Din 1991 până în 2000 a făcut  parte din comisia "pentru siguranța locului de muncă și siguranța  alimentelor de la "Organizația Internațională a Muncii" sau B.I.T.
De la Geneva unde erau 30 de reprezentanți ai guvernelor de pe glob, 30 de reprezentanți ai patronatelor si 30 de reprezentanți ai sindicatelor.